# Asztur-leóni nyelv

A terület nyelvjárásai

Az asztur-leóni  vagy asztúr-leóni nyelv  – Asztúriában asztúriai vagy bable, Kasztília és Leónban leóni, illetve a portugáliai Miranda de Douróban mirandai névvel (saját elnevezései: asturllïonés, asturianu, llïonés, illetve mirandés) – újlatin nyelv, illetve nyelvjáráscsoport, amelyet a spanyolországi Asztúria, valamint Kasztília és León autonóm közösségekben (egészen a portugál határ mentén), illetve Portugáliában Miranda do Douro megyében és néhány szomszédos településen összesen mintegy 150 000-en használnak, kétnyelvűségben a kasztíliai spanyollal, illetve a portugállal. A középkori Leóni Királyságban kialakult a vulgáris latin nyelvjárások folytatásaként az ún. óleóni nyelv, amely egyike volt a három nagy jelentőségű spanyol nyelvjárásnak, majd a 15. századtól visszaszorult. Ebből alakult ki a mai asztur-leóni és változatai. A kasztíliaival körülbelül 80%-os a kölcsönös érthetőség. Bár vannak nyelvészek, akik csak a spanyol nyelvet alkotó történelmi nyelvjárásnak tekintik, az egységes nyelv kimunkálására való törekvés eredményeként 1980-ban megalakult az Academia de la Llingua Asturiana (Asztúriai Nyelvi Akadémia). Hivatalos státusszal nem rendelkezik, de mind a spanyol, mind a portugál jogi szabályozás önálló nyelvként ismeri el és védelmezi e nyelvváltozatokat.
A populáris kultúrában egyik nemzetközileg ismert képviselője Hevia, aki jellegzetes asztúriai dudán, a gaitá-n játszik, s emellett közszereplőként is tevékenykedik a nyelv érdekében.
Az asztúriai (asztur) nyelv az aszturleóni egységes, sztenderdizált változata.
Az aszturleóni nyelv jelenti az átmenetet a kasztíliai spanyol és a galiciai nyelv között.

## Területi változatai
Az aszturleóni három fő nyelvjáráscsoportra tagolódik:
- keleti vagy kelet-asztúriai,
- középső vagy közép-asztúriai,
- nyugati vagy leóni.

A nyugati nyelvjárások hangtanilag a portugál nyelvhez, a keletiek a kasztíliaihoz állnak közelebb. A spanyol–portugál határ portugáliai oldalán fekvő Miranda do Douro városban már a portugállal kevert változatát, a mirandést beszélik kb. 15 000-en. Szintén asztúr-leóni nyelvjárást beszéltek egykor Extremadura területén, a Reconquista után azonban a kasztíliaival (egész pontosan annak andalúziai változatával) keveredett: így az extremadurai nyelv (extremeño, extremeñu vagy ehtremeñu) ma már kasztíliai nyelvváltozatnak számít. A továbbiakban leírtak az középső nyelvjáráscsoportra vonatkoznak.
A legkeletibb, kantábriai nyelvjárás vagy montañés már átmenet az aszturleóni és a kasztíliai között, ezért egyes nyelvészek a kasztíliai, mások az aszturleóni nyelvjárásai közé sorolják.

## Eltérések a kasztíliai spanyoltól
Az asztúr-leóni dialektus fő változata, a középső, bizonyos jellegzetes pontokon különbözik a spanyol köznyelvtől. Hangtani jellegű eltérések között említhető ennek megfelelően, hogy a spanyol -as, -an végződések helyett -es, -en végződést használnak (pl. casa/cases „ház/házak”, canta/canten „énekel/énekelnek” stb.); megtartotta a szó eleji f- hangot (amely a keleti asztúriaiban [x]-ként valósul meg) azokban a szavakban, amelyek a köznyelvi spanyolban ma már néma h-val kezdődnek (pl. spanyol horno, asztúriai fornu „sütő”); a latin és kasztíliai spanyol szókezdő l-nek a jésített ll [ʎ] felel meg (pl. latin és spanyol luna, asztúriai lluna „hold”). Nyelvtani eltérésként szerepel például a birtokos jelzős szerkezetekben a régi kasztíliaihoz hasonlóan a határozott névelő használata, amely a modern spanyolból már hiányzik (pl. la mía casa, spanyol mi casa „az én házam”).
Az asztúriai ábécé megegyezik a spanyol ábécével, azzal az eltéréssel, hogy a g-t mindig [g]-nek, az x-et pedig magyar s-nek (IPA [ʃ]) ejtik.

## Nyelvi példa
Idézet az Emberi Jogok Egyetemes Nyilatkozatából:
Tolos seres humanos nacen llibres y iguales en dignidá y drechos y, pola mor de la razón y la conciencia de so, han comportase hermaniblemente los unos colos otros.
Kasztíliai spanyolul:
Todos los seres humanos nacen libres e iguales en dignidad y derechos y, dotados de razón y conciencia, deben comportarse fraternalmente los unos con los otros.
Magyar fordításban:
„Minden emberi lény szabadon születik és egyenlő méltósága és joga van. Az emberek, ésszel és lelkiismerettel bírván, egymással szemben testvéri szellemben kell hogy viseltessenek.”

## Forrásművek
- A világ nyelvei, Akadémiai Kiadó, Budapest, 1999, 102–103. ISBN 963-05-7597-3.
- Manual Alvar: Manual de dialectología hispánica. El Español de España, Ariel Lingüística, Barcelona, 1996, 2007.